# GWR Hercules Class
GWR Hercules Class — тип из четырёх товарных паровозов широкой колеи Большой западной железной дороги, первые на дороге паровозы с осевой формулой 0-3-0. Паровозы были построены в 1842 году заводом Nasmyth, Gaskell and Company и являлись по сути четвёркой паровозов GWR Firefly Class, переделанных в процессе строительства под нужды товарного движения. Приблизительно с 1865 года эти паровозы классифицировались вместе с Premier Class в общий Fury Class. «Геркулесы» были списаны в 1870-71 годах.

## Список паровозов
Эти паровозы были названы в честь мифологических силачей:
- «Голиаф» (1842—1871);
- «Геркулес» (1842—1870);
- «Самсон» (1842—1870);
- «Титий» (1842 - 1870).

## Происшествия
27 июня 1849 года паровоз «Голиаф» следовал с товарным поездом по железной дороге Южного Девона близ станции Плимптон, когда на нём взорвался котёл. Погиб один человек.